# Skvader

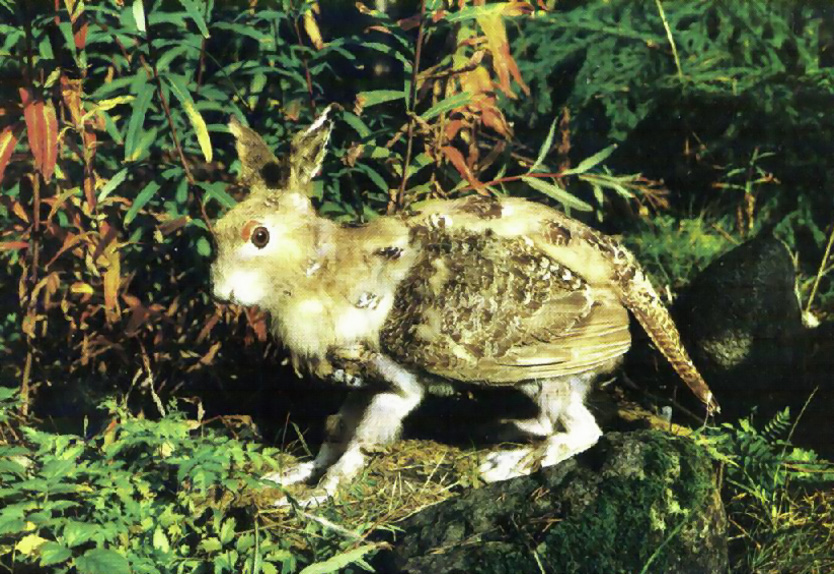
Le Skvader de Rudolf Granberg

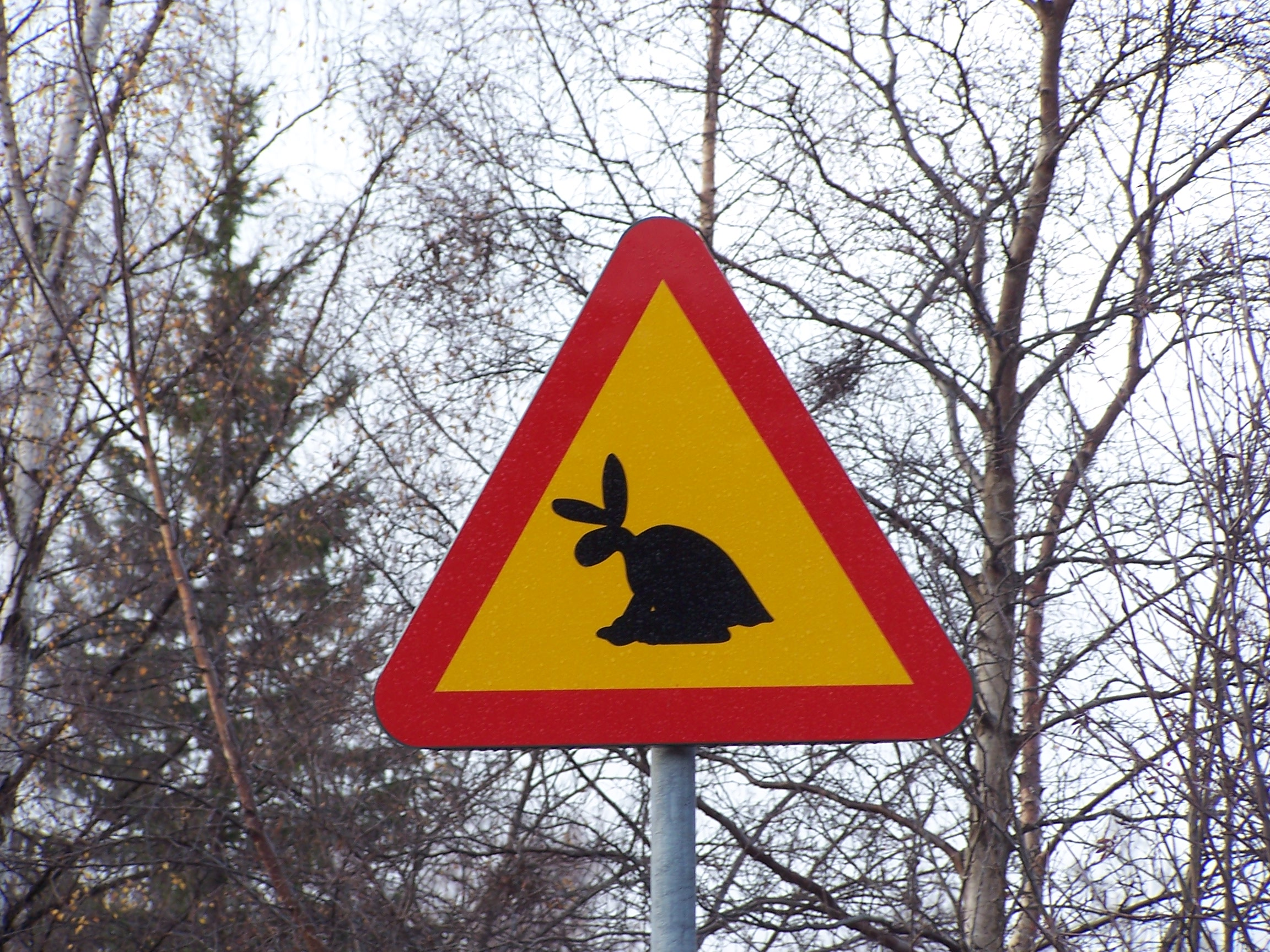
Attention passage de Skvaders !

Le Skvader (Tetrao lepus pseudo-hybridus rarissimus L.) est une créature imaginaire de la Suède qui a été fabriquée en 1918 par le taxidermiste Rudolf Granberg. Elle est de manière permanente montrée au musée de Norra Berget à Sundsvall. La bête a les quartiers avant et les pattes de derrière d'un lièvre (Lepus), et le dos, les ailes et la queue d'un Grand Tétras (Tetrao urogallus).

## Origines
Le Skvader tire son origine d'une histoire de chasse racontée par Håkan Dahlmark lors d'un dîner dans un restaurant de Sundsvall au début du XXe siècle. Pour le plus grand plaisir des autres invités, Dahlmark a affirmé qu'il avait abattu un tel animal en 1874 lors d'une chasse au nord de Sundsvall.
Le jour de son anniversaire en 1907, ses amis lui ont offert une peinture de l'animal. Peu avant sa mort en 1912, Dahlmark a fait don de la toile à un musée local. Lors d'une exposition à Örnsköldsvik en 1916, le directeur du musée fit la connaissance du taxidermiste Rudolf Granberg. Il a alors mentionné l'histoire de la chasse et le tableau et a demandé à Granberg s'il pouvait reconstruire l'animal. En 1918, Granberg avait terminé le skvader et depuis lors, il est un objet d'exposition très populaire au musée, qui présente également le tableau.